# Sucevița
Sucevița é uma comuna romena localizada no distrito de Suceava, na região de Bucovina. A comuna possui uma área de 89.12 km² e sua população era de 2750 habitantes segundo o censo de 2007.